# Шпадиер, Василий Иванович
Василий Иванович Шпадиер (26 апреля 1815 — 23 апреля 1890, Вильна) — генерал от артиллерии, начальник артиллерии Варшавского военного округа.

## Биография
Родился 26 апреля 1815 года. Отец его, уроженец Черногории, до переселения в Россию был там воеводой. Воспитывался Шпадиер дома и, когда ему исполнилось 17 лет, 1 июня 1832 года поступил в Дворянский полк, откуда был выпущен 18 декабря 1834 года прапорщиком, с назначением в легкую № 8 батарею 18-й артиллерийской бригады. Через три года он был произведён в подпоручики, а в июне 1841 года в поручики.
Венгерскую кампанию 1849 года он совершил уже в чине штабс-капитана и за отличия, оказанные в военное время, в феврале 1850 года был произведён в капитаны.
С началом Крымской войны Шпадиер находился в составе войск, действовавших на Дунае, и принимал участие во многих стычках с неприятелем. За отличие, оказанное им в сражении 20 июля 1854 года, он был произведён в подполковники, получил в командование лёгкую № 2 батарею 16-й артиллерийской бригады и командовал ей до сентября 1855 года.
С перенесением военных действий с Дуная на Крымский полуостров, он перешёл туда со своей батареей. Когда решено было защищать Севастополь, то Шпадиер перешел туда и был назначен командиром № 4 батареи 17-й артиллерийской бригады, за отличие при обороне Севастополя ему был пожалован орден св. Владимира 4-й степени с бантом. Также он принимал участие в сражении при Чёрной речке 4 августа 1855 года. За храбрость и распорядительность, выказанные им в этом деле, ему был пожалован орден св. Анны 2-й степени с мечами.
26 ноября 1856 года за беспорочную выслугу 25 лет в офицерских чинах Шпадиер был удостоен ордена св. Георгия 4-й степени (№ 9958 по кавалерскому списку Григоровича — Степанова).
8 апреля 1862 г. его произвели в полковники, а в следующем году Шпадиер был назначен командиром 27-й артиллерийской бригады. Этой бригадой он командовал 14 лет и за это время 17 апреля 1870 года был произведён в генерал-майоры и вскоре получил ордена св. Станислава 1-й степени (в 1872 году) и св. Анны 1-й степени (в 1875 году).
В январе 1877 г. его назначили помощником начальника артиллерии Варшавского военного округа, но эту должность занимал он только около двух месяцев, так как в марте того же года был назначен начальником артиллерии 2-го армейского корпуса. В 1879 году был награждён орденом св. Владимира 2-й степени.
30 августа 1880 года Шпадиер был произведён в генерал-лейтенанты и, спустя два года, назначен начальником артиллерии 6-го армейского корпуса. 2 апреля следующего года он занял пост начальника артиллерии Варшавского военного округа и на этой должности оставался пять лет.
29 мая 1888 года он был произведён в генералы от артиллерии и зачислен в запас по армейской артиллерии. После этого он жил преимущественно в Вильне, где и скончался 23 апреля 1890 года. Похоронен на местном православном кладбище.

## Награды
- Орден Св. Анны 3-й ст. (1852)
- Знак отличия беспорочной службы за XV лет (22 августа 1852)
- Орден Св. Владимира 4-й ст. с бантом (1855)
- Орден Св. Анны 2-й ст. с мечами (1855, императорская корона к ордену в 1867)
- Орден Св. Георгия 4-й ст. (26 ноября 1856, № 9958 по кавалерскому списку Григоровича — Степанова)
- Знак отличия беспорочной службы за XX лет (22 августа 1858)
- Орден Св. Станислава 2-й ст. с императорской короной (1860)
- Орден Св. Владимира 3-й ст. (1867)
- Орден Св. Станислава 1-й ст. (1872)
- Орден Св. Анны 1-й ст. (1875)
- Знак отличия беспорочной службы за XL лет (22 августа 1876)
- Орден Св. Владимира 2-й ст. (1879)
- Знак отличия беспорочной службы за L лет (22 августа 1886)